# Lucian Sânmărtean

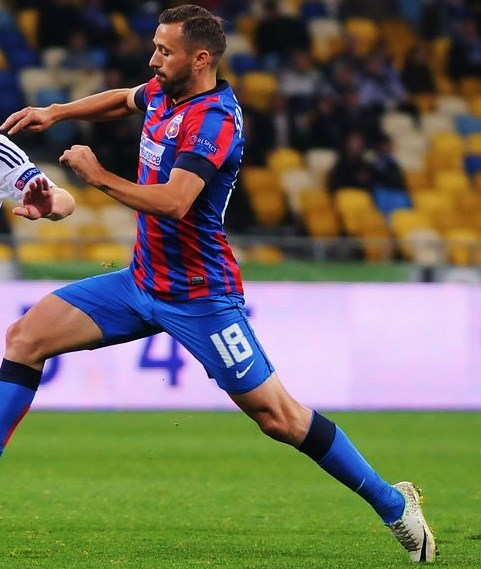
Lucian Sânmărtean

Lucian Iulian Sânmărtean (Beszterce, 1980. március 13. –) visszavonult román labdarúgó.
Profi futballistaként először a Gloria Bistriţa csapatában debütált a Divizia A 1998–1999-es szezonjában. Emellett játszott a Panathinaikószban (a Gloria Bistriţa-ból vásárolták meg 600 000 euróért), és a holland Utrecht-ben. 2008-ban eljött az FC Utrechtből egy sérülés miatt. 2009-ben aláírt az anyaegyesületével újra, majd egy évvel később az FC Vaslui csapatához szerződött, ahol 4 évet játszott. Ez a csapat megszűnt, és ezért eligazolt Románia legnagyobb csapatához, a Steaua Bucureștihez. Egy rendkívül jól passzoló és cselező játékosról van szó. Tizenötször játszott a válogatottban. Ioan Ovidiu Sabău szerint a legnagyobb román tehetség, már-már Gheorghe Hagival (a legnagyobb román játékos) egy szinten emlegetik. Sajnálatos módon a karrierje tele volt balesetekkel, sérülésekkel, amely befolyásolta azt is, hogy ilyen későn lett csak ilyen nagy játékos. Testvére, Dinu szintén focista, és ugyancsak a Gloria Bistriţánál játszik.

## Pályafutása
Besztercebányán született, és a helyi csapatban kezdett el futballozni Constantin Sava kezei alatt. 6 évesen bekerült az akadémiára.

### Gloria Bistriţa
1999. április 29-én debütált az első csapatban, 3:1-re nyertek az FC Onești ellen. 2000-ben segített saját csapatának, hogy megnyerje a Ligakupát, az FCM Bacău ellen. A 2002–2003-as szezonban egészen a 3. helyig vezette csapatát a bajnokságban. 2003. január 7-én az akkori 23 éves játékosra a Rapid București (Románia másik nagy csapata) kivetette a hálóját, és 250 000 euróért meg is vásárolta. A téli felkészülési időszakában Antalya-ban (Törökországban) vettek részt edzőtáborban, de mindössze 60 percet tudott játszani az új csapatában, mivel nem érezte jól magát. Mint később kiderült, hepatitisz B-t és C-t is diagnosztizáltak nála a bukaresti sportkórházban. Egy ideig nem játszhatott, de később kigyógyult a betegségből.

### Panathinaikos
2003. július 16-án 900 000 euró ellenében igazolt el a görög csapathoz. Az U21-es román válogatott egykori csapatkapitánya egy hároméves szerződést írt alá az athéni csapattal. Ebből adódóan az ötödik román játékos volt, aki a Panathinaikósznál játszott. Augusztus 24-én debütált a görög csapatban, a meccset 1:0-ra nyerték meg a Skoda Xánthi ellen. Az első gólját a csapatban december 27-én szerezte a görög kupában az ÓFI Kréta ellen. Március 14-én a bajnokságban is megszerezte első gólját a Panióniosz ellen. Az első szezonjában Görögországban megnyerték a bajnokságot, és megkapta a „Kis Mágus” nevet. Alberto Malesanival konfliktusba keveredett, ezért rendkívül keveset játszott, így 2006 decemberében felbontotta a szerződést a Panathinaikosszal.

### Utrecht
2005. február 15-én szerződött ide. Az akkori utrechti edző, Piet Buter azt mondta róla, hogy: „Egy kis aranybányát vettünk meg. Ő egy Bajnokok Ligája szintű játékos, akit nem hinném, hogy sok ideig tudnánk magunknál tartani.” Az AS Monaco ellen debütált március 26-án, a 12-es mezben. Újra megsérült, és 2008. augusztus 31-én kénytelen volt elhagyni a klubot, és visszatért az anyaegyesületéhez, ahol a 2009–2010-es szezonban 26 meccsen lépett pályára. (Később az akkori besztercei edzővel konfliktusba keveredett, és felbontották vele a szerződést.)

### Vaslui
Egy kis idő elteltével aláírt két és fél évre a moldovai csapathoz, az FC Vasluihoz. Február 11-én a testvére is ide szerződött. 121 mérkőzésen tizenegyszer talált be. Az új csapatában az első gólját április 11-én szerezte meg. Segített a csapatának a harmadik helyet elérni a bajnokságban. Ezen felül a csapatát egészen a kupadöntőig vezette, ahol sajnos a büntetőpárbajban alulmaradtak. Ebben az időszakban nem volt sérülése. Játszott a Bajnokok Ligájában, az Európa Ligában, ahol olyan csapatokat vertek meg, mint pl. a Lille vagy a Chelsea. 2014-ben anyagi gondok miatt megszűnt az egyesület, és klub nélkül maradt, bár csak nagyon rövid ideig.

### Steaua București
A legsikeresebb időszakát itt töltötte. 25 meccsen öt gólt lőtt. Játszott a Bajnokok Ligájában, gólt is lőtt, illetve az Európa Ligában is egészen a negyeddöntőig vezette csapatát. A szezon végén bajnokságot ünnepelhetett csapatával, amely zsinórban harmadik bajnoki címét szerezte. 2015-ös év végén, miután Laurențiu Reghecampf távozott, ő is elment a csapattól. Szaúd-Arábia felé vette az irányt, az ál-Ittihád csapatához igazolt.